# Lineodes doeri
Lineodes doeri is een vlinder uit de familie van de grasmotten (Crambidae). De wetenschappelijke naam van deze soort is voor het eerst voorgesteld als Atomopteryx doeri door Thomas de Grey Walsingham in een publicatie uit 1891.
De soort komt voor in Honduras en Brazilië.